# Agnieszka Rysiukiewicz
Agnieszka Szafińska  z domu Rysiukiewicz (ur. 3 stycznia 1978 w Świebodzinie) – polska lekkoatletka - sprinterka. Olimpijka z Sydney (2000).

## Kariera
Zawodniczka klubów: Zew Zielona Góra, Lubtour Zielona Góra i AZS-AWF Wrocław. Olimpijka z Sydney (2000). 3-krotna mistrzyni kraju: na 100 m (2001) i w 4 x 100 m (2000, 2002). Rekordy życiowe: 100 m - 11.59 (2000), 200 m - 23.68 (2000). Brązowa medalistka młodzieżowych mistrzostw Europy (1999) w sztafecie 4 x 100 m (44.47) i mistrzostw Europy juniorów (1997) z Lublany (44.59). Srebrna medalistka w sztafecie z uniwersjady w 1999 (43.74). Podczas mistrzostw Europy w Monachium (2002) zajęła w sztafecie 4 x 100 m 7. miejsce (43.96). 
Siostra Piotra.